# Howard the Duck (película)
Howard the Duck es una película de ciencia ficción estadounidense de 1986 dirigida por Willard Huyck y protagonizada por Lea Thompson, Jeffrey Jones, Tim Robbins, Ed Gale y Chip Zien. Basada en la historieta homónima de Marvel, la película fue producida por Gloria Katz y escrita por Huyck y Katz, con George Lucas como productor ejecutivo. El guion originalmente fue pensado para ser utilizado en una película animada, pero se terminó grabando en formato de acción en vivo debido a una obligación contractual.
Lucas propuso adaptar el cómic luego de la producción de American Graffiti (1973). Después de múltiples dificultades de producción y respuesta mixta a las pruebas en pantalla, Howard the Duck se estrenó en los cines el 1 de agosto de 1986. Tras su lanzamiento, el filme fue un fracaso crítico y comercial y es considerado una de las peores películas de todos los tiempos. Fue nominado para siete Premios Razzie (ganando cuatro) y obtuvo alrededor de 15 millones de dólares a nivel nacional en comparación con su presupuesto de 37 millones. A pesar de las críticas, con el paso del tiempo se ha convertido en un clásico de culto entre los seguidores de la historieta original.

## Sinopsis
Howard es un pato de 27 años que lleva una vida tranquila en Duckworld, un planeta similar a la tierra habitada por patos antropomorfos. Cierto día es trasladado a la tierra por un extraño rayo láser y aterriza en la ciudad estadounidense de Cleveland, Ohio. Allí conoce de casualidad a Beverly Switzler, una hermosa cantante de rock que sufre constantemente los abusos de su representante. Beverly decide llevar a Howard a su humilde apartamento y empieza a tener sentimientos hacia él, sin saber que pronto se verá envuelta en un altercado que podría acabar con la raza humana. 

## Reparto
| Actor             | Personaje          | Notas |
| ----------------- | ------------------ | ----- |
| Chip Zien         | Howard el pato     | voz   |
| Lea Thompson      | Beverly Switzler   |       |
| Tim Robbins       | Phil Blumburtt     |       |
| Jeffrey Jones     | Walter Jenning     |       |
| David Paymer      | Larry              |       |
| Paul Guilfoyle    | el teniente Welker |       |
| Liz Sagal         | Ronette            |       |
| Dominique Davalos | Cal                |       |
| Holly Robinson    | K.C.               |       |
| Tommy Swerdlow    | Ginger Moss        |       |
| Richard Edson     | Ritchie            |       |
| Miles Chapin      | Carter             |       |
| Paul Comi         | el doctor Chapin   |       |
| Richard McGonagle | el oficial         |       |
| Virginia Capers   | Cora Mae           |       |
| William Hall      | Hanson             |       |
| Richard Kiley     | el cosmos          | voz   |

Actores representando a Howard
- Ed Gale
- Tim Rose
- Steve Sleap
- Peter Baird
- Mary Wells
- Lisa Sturz
- Jordan Prentice

## Producción y rodaje

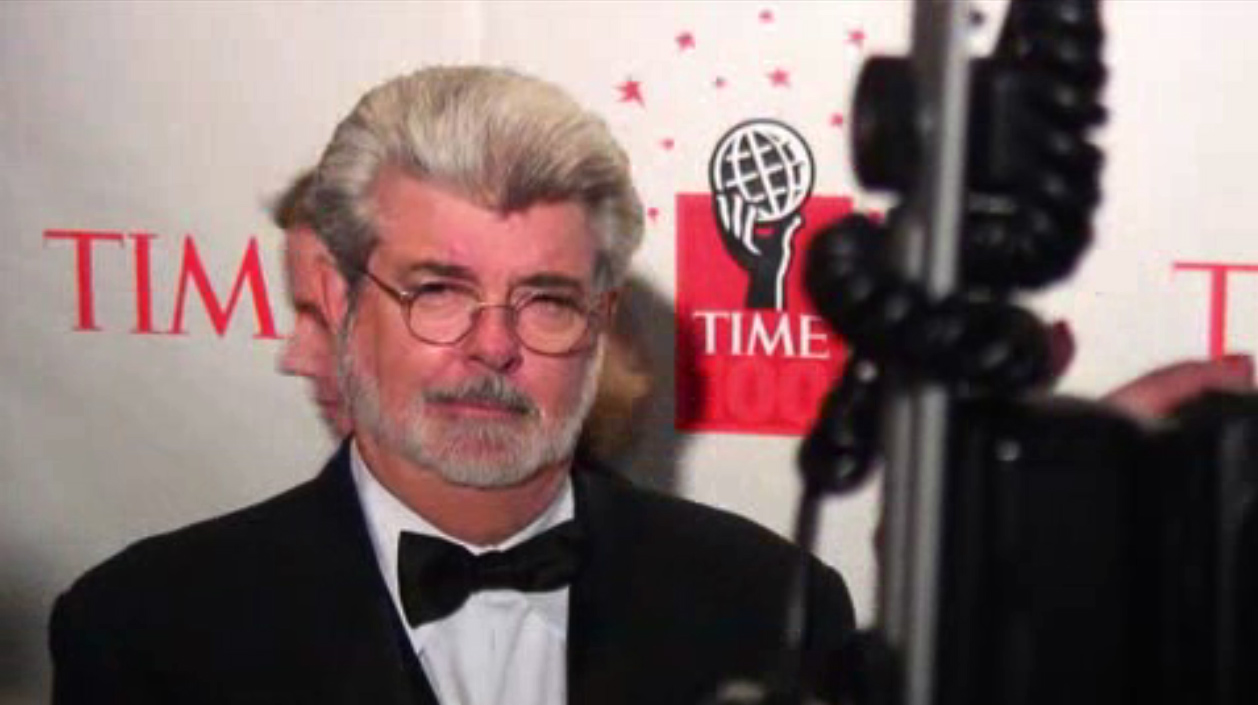
George Lucas dejó el cargo de presidente de Lucasfilm con el fin de centrarse en la producción de películas, entre ellas Howard the Duck

George Lucas fue a la escuela de cine con Willard Huyck y Gloria Katz, quien más tarde le ayudó a escribir American Graffiti. Después de terminar la producción de la película, Lucas, Huyck y Katz se dedicaron a producir la adaptación de la historieta de Marvel Howard el pato, escrita principalmente por Steve Gerber. En 1984 Lucas dejó la presidencia de su productora Lucasfilm con el fin de concentrarse en la producción de nuevas películas, entre ellas Howard the Duck. Según el documental A Look Back at Howard the Duck, Huyck, Katz y Lucas comenzaron a considerar seriamente la idea y se reunieron con Gerber para discutir el proyecto. El relato de Steve Gerber difiere ligeramente, pues recuerda que en el momento en que se le planteó discutir la película, Lucas todavía no estaba involucrado en el proyecto.
La película fue seleccionada por Universal Studios tras una asociación con Marvel. Según Marvin Antonowsky: "Sidney [Sheinberg] presionó mucho a favor de Howard the Duck porque el estudio había rechazado proyectos anteriores en los que Lucas estaba involucrado y que habían tenido mucho éxito. Sheinberg negó cualquier implicación con la película, afirmando que nunca leyó el guion. Huyck y Katz creían firmemente que la película debía ser animada. Como Universal necesitaba una película para el verano, Lucas sugirió que se produjera en acción real, con efectos especiales creados por ILM".
El diseñador de producción Peter Jamison y el director de fotografía Richard Kline fueron contratados para dar a la película un aspecto similar al de una historieta en color. Durante el rodaje, Huyck grabó varios segmentos presentando el planeta Duckworld, diseñado por Jamison. En el primer plano, el horizonte que se muestra podría ser fácilmente la ciudad de Nueva York salvo por las dos lunas visibles en el cielo (en ángulos similares entre sí como los dos soles de Tatooine en la película original de Star Wars). El apartamento de Howard está lleno de accesorios detallados, incluyendo referencias a películas y revistas famosas en la época. Lucas trabajaba a menudo con actores enanos y pudo contratar a varios extras para trabajar en estas secuencias.
La secuencia del ultraligero fue difícil de rodar, requiriendo una intensa coordinación entre los actores Tim Robbins y Ed Gale para poder pilotar el avión. Debido al limitado tiempo de rodaje, se contrató una tercera unidad para acelerar el proceso. El clímax de la película se rodó en una instalación naval en San Francisco. Se estima que la producción de la película costó 36 millones de dólares.

## Recepción

### Crítica
En Rotten Tomatoes la película tiene un índice de aprobación del 14% basado en 50 reseñas, con un promedio de 3,40 sobre 10, lo que la convierte en la producción de Lucasfilm de más baja calificación en el sitio. El consenso afirma: "Aunque tiene sus momentos, Howard the Duck sufre de un tono desigual y actuaciones mediocres". En Metacritic se le asignó una puntuación de 28 sobre 100, basada en las reseñas de 21 críticos, indicando "críticas generalmente desfavorables".

### Premios
La película recibió siete nominaciones al Golden Raspberry en 1987, entre ellas las de peor actor de reparto (Tim Robbins), peor director y peor canción original ("Howard the Duck"). Ganó cuatro galardones en las categorías de peor guion, peor nueva estrella ("los seis chicos y chicas con el traje de pato"), peores efectos visuales y peor película, empatada con Under the Cherry Moon de Prince.